# 勒马努瓦尔
勒马努瓦尔（法語：Le Manoir，法語發音：[lə manwaʁ] ⓘ），又称塞纳河畔勒马努瓦尔（Le Manoir-sur-Seine），是法国厄尔省的一个市镇，位于该省北部偏东，属于莱桑德利区。

## 地理
勒马努瓦尔（49°18'47"N, 1°12'11"E）面积2.39 平方千米，位于法国诺曼底大区厄尔省，该省份为法国北部内陆省份，北起滨海塞纳省，西接奧恩省和卡爾瓦多斯省，南至厄尔-卢瓦省，东临瓦兹省、瓦兹河谷省和伊夫林省。
与勒马努瓦尔接壤的市镇（或旧市镇、城区）包括：阿利宰、莱当、皮特尔、凯夫勒维尔-拉波特里。

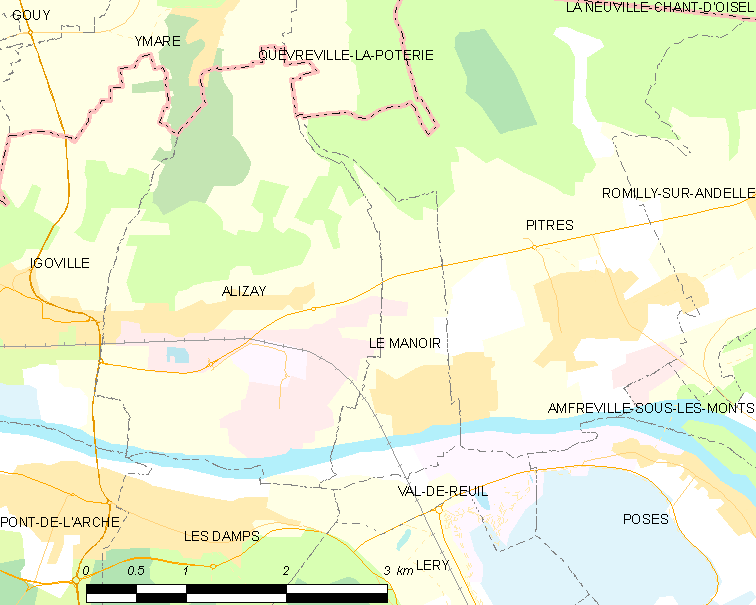
勒马努瓦尔的OSM定位图

勒马努瓦尔的时区为UTC+01:00、UTC+02:00（夏令时）。

## 行政
勒马努瓦尔的邮政编码为27460，INSEE市镇编码为27386。

## 政治
勒马努瓦尔所属的省级选区为蓬德拉尔什县。

## 人口

1962-2008年间勒马努瓦尔人口变化图示

勒马努瓦尔于2022年1月1日时的人口数量为1279人。